# 章 (姓)
章（しょう）は、漢姓の一つ。

## 中国の姓
2020年の中華人民共和国の統計では人数順の上位100姓に入っておらず、台湾の2018年の統計でも114番目に多い姓で、11,483人がいる。
北京語などで同音の「張」と区別するために、「立に早の章」と呼ぶことが多い。

### 著名な人物
- 章邯 - 秦末期の秦の将軍。陳勝・呉広の乱を鎮圧したが項羽に降伏した。
- 章昭達 - 南朝梁から陳にかけての軍人。
- 章要児 - 南朝陳武帝陳霸先の皇后。
- 章惇 - 北宋の参知政事。
- 章学誠 - 清代の歴史家。
- 章炳麟 - 後民族主義革命者。
- 章亜若 - 蔣孝厳、章孝慈の母。
- 章士釗 - 中華民国の教育家。
- 章乃器 - 中華民国・中華人民共和国の政治家・実業家。
- 章文晋 - 中国元駐アメリカ大使。
- 章子怡 - 俳優。
- 章昊 - 歌手、ZEROBASEONEのメンバー。

## 韓国の姓
章（チャン、朝: 장）は、朝鮮人の姓の一つである。2015年の国勢調査による韓国内での人口は5,764人。

### 氏族
| 氏族（地域） | 創始者 | 人数（2015年） |
| ------------ | ------ | -------------- |
| 居昌章氏     | 章宗行 | 5,688          |
| 昌寧章氏     |        | 7              |
| 青松章氏     |        | 26             |